# 은비까비의 옛날옛적에
《은비까비의 옛날옛적에》는 대한민국의 방송사인 KBS에서 제작, 방영한 만화·애니메이션이다.

## 목소리 출연
- 전기병 : 은비 役
- 김성희 : 까비 役
- 임종국 (제1화, 제18화)
- 정기항 (제1화, 제7화, 제15화)
- 최옥희 (제1화, 제20화, 제22화, 제25화)
- 장광 (제1화, 제6화, 제18화, 제20화, 제25화)
- 박신영 (제1~3화, 제19화)
- 안경진 (제1화, 제9~10화, 제14화)
- 유명숙 (제1화, 제16화, 제22화)
- 이현선 (제1화)
- 故 김병관[1] (제2~3화, 제7화)
- 노민 (제2화, 제14~15화, 제18화)
- 강연숙 (제2~3화, 제20화)
- 김부영 (제2~3화, 제17화, 제26화)
- 故 오세홍[2] (제2~3화, 제6화, 제16화, 제19화, 제25화)
- 홍영란 (제2~3화, 제12~13화)
- 김익태 (제2화, 제4~5화, 제11화, 제19화)
- 한수경 (제3~5화, 제25화)
- 김순원 (제4~5화, 제8화)
- 김정호 (제4~5화, 제21화)
- 김창주 (제4~5화, 제6화, 제18화)
- 성창수 (제4~5화)
- 윤병화 (제4~5화, 제25화)
- 김수경 (제4~5화)
- 조동희 (제6화, 제16화)
- 최옥희 (제6화)
- 이종구 (제6~8화, 제12~13화, 제15화, 제23화)
- 유남희 (제6화)
- 이광자 (제7~8화)
- 탁원제 (제7화, 제17화)
- 유해무 (제7~8화, 제16화, 제18화, 제22~23화, 제26화)
- 김준 (제7~8화, 제14~15화, 제19화, 제24~26화)
- 온영삼 (제8~10화, 제16화, 제19화)
- 이정구 (제8화)
- 故 황원[3] (제9~10화, 제17화, 제25화)
- 故 김태연[4] (제9~10화, 제12~13화)
- 김규식 (제9~10화, 제24~25화)
- 한인숙 (제9~10화, 제14화, 제21화)
- 박은숙 (제11화, 제14~15화, 제24화)
- 이영주 (제12~13화, 제26화)
- 강미형 (제12~13화, 제16화)
- 김정애 (제12~15화 하얀풀잎에서 돌석)
- 박수옥 (제12~13화)
- 임성표 (제14~15화, 제18화, 제20화, 제24화)
- 성태진 (제14~15화, 제22~23화)
- 문관일 (제16화)
- 故 조달호[5] (제17화)
- 성병숙 (제18화)
- 이윤선 (제18화)
- 신흥철 (제18화, 제22~24화)
- 안종익 (제18화)
- 임은정 (제19화, 제21화, 제23화, 제26화)
- 故 백순철[6] (제19화)
- 김태웅 (제19화)
- 설영범 (제20화)
- 故 서지원 (제20화)
- 故 정경애[7] (제20화)
- 이재명 (제21화, 제23~24화)
- 송도영 (제21화)
- 이향숙 (제21화, 제25화)
- 김혜미 (제21화)
- 남궁윤 (제22~23화)
- 김정희 (제22화)
- 임수아 (제22화)
- 성선녀 (제22화)
- 이봉준 (제24화)
- 유만준 (제26화)
- 정동열 (제26화)
- 최문자 (제26화)

## 제작진

### 1기
오프닝 크레딧
- 기획: 정승배
- 애니메이션 제작 (제1화) → 애니메이션제작 (제2~13화): 세영동화(주) (제1~2화, 제5화, 제7화, 제9화, 제11화, 제13화), 한호흥업(주) (제3～4화, 제6화, 제8화, 제10화, 제12화)
- 원화 감독 (제1화) → 원화감독 (제2화, 제5화, 제7화, 제9화): 박치만 (제1화), 김효태 (제2화), 정세권 (제5화), 송신영 (제7화), 임경원 (제9화), 김영두 (제13화)
- 작화감독: 이준웅 (제3화), 신태용 (제4화), 이건설 (제6화), 김일남 (제8화), 이우영 (제10화), 정한용 (제11화), 이시우 (제12화)
- 그래픽디자인: 이영범
- 텔레시네: 정현수
- 주제가작사: 최진박
- 작곡: 임정호
- 노래: 조갑경, 장재남
- 음향효과: KBS효과부
- 음악: 왕준기, 이남홍
- 녹음: 김설파
- 연출: 민영문
- 제작: KBS
- 제공: 기린, 두산그룹, 롯데그룹, 서울랜드, 크라운제과, 오리온, 근화제약, 이마이크로, 대도화학, 대호실업, 한국네슬레, 현대그룹

엔딩 크레딧
- 애니메이션 제작: 세영동화(주) (제1~2화, 제5화, 제7화, 제9화, 제11화, 제13화)
- 구성: 최진박
- 각본: 이상운 (제1~2화, 제5화, 제7화, 제11화), 김대중[8] (제13화)
- 원화: 김중호 (제1화), 김백수 (제1화, 제9화), 김은규 (제2화), 김동택 (제2화), 김세일 (제5화), 장명남 (제5화), 이동기 (제7화), 박노희 (제7화), 이성진 (제7화), 김준의 (제9화), 한헌명 (제9화), 유승열 (제11화), 정진우 (제11화), 오동환 (제11화), 남종식 (제13화), 이홍연 (제13화), 김명진 (제13화)
- 원화작감: 고종환 (제1~2화, 제5화, 제11화), 이진열 (제7화), 주홍수 (제9화), 정순자 (제13화)
- 동화: 김명숙 (제1화, 제13화), 육성수 (제1화), 임형두 (제2화), 채범석 (제2화), 유상근 (제5화), 조기석 (제5화), 유경상 (제7화), 최현숙 (제7화), 이은경 (제9화), 김광식 (제9화), 박근순 (제11화), 길성숙 (제11화), 오미란 (제13화)
- 선화: 유수정 (제1화), 김혜자 (제1화, 제13화), 노경희 (제2화), 조경애 (제2화), 김영미 (제5화), 오지연 (제5화), 유보은 (제7화, 제11화), 엄명숙 (제7화), 김지현 (제9화), 김현선 (제9화), 김혜경 (제11화), 정옥교 (제13화)
- 채색: 서금희 (제1화), 문미경 (제1화), 성기원 (제2화), 오진 (제2화), 이지순 (제5화), 윤정자 (제5화), 유상은 (제7화), 전선희 (제7화), 김현자 (제9화), 황기선 (제9화), 전경선 (제11화), 이오순 (제11화), 박충원 (제13화), 김혜정 (제13화)
- 배경: 권용남 (제1~2화, 제13화), 정은숙 (제1~2화), 박중호 (제1화), 김정심 (제2화), 이정배 (제5화), 최지은 (제5화), 권태환 (제5화, 제13화), 김철규 (제7화), 이회명 (제7화), 정경숙 (제7화), 백은미 (제9화), 정해숙 (제9화), 박형숙 (제9화), 박재현 (제11화, 제13화), 김영호 (제11화), 황윤희 (제11화)
- 촬영감독: 최동섭 (제1화), 김정중 (제2화, 제5화, 제7화, 제9화, 제11화, 제13화)
- 촬영: 전문호 (제1화), 이준학 (제1화), 최순호 (제2화), 이호성 (제2화), 배형택 (제5화), 하용천 (제5화), 신상범 (제7화), 이광우 (제7화), 한정덕 (제9화), 권규섭 (제9화), 김석준 (제11화), 이상민 (제11화), 김효식 (제13화), 안재완 (제13화)
- 필름편집 (제1화, 제5화, 제7화, 제11화, 제13화) →편집 (제2화): 황호삼 (제1~2화, 제5화, 제13화), 유지형 (제7화, 제9화, 제11화)
- 작화연출: 은봉수 (제1~2화, 제11화), 오세욱 (제5화, 제13화), 남세환 (제7화, 제9화)
- 제작진행: 박순신 (제1~2화, 제11화), 최현숙 (제5화, 제13화), 이광기 (제7화), 이종규 (제9화)

엔딩 크레딧
- 애니메이션 제작: 한호흥업(주) (제3～4화, 제6화, 제8화, 제10화, 제12화)
- 각색: 이광조
- 레이아웃: 이양수 (제3화), 장남수 (제3화), 권철기 (제4화), 오명훈 (제4화), 이상헌 (제6화), 김정호 (제8화), 백동열 (제10화), 윤광선 (제12화)
- 원화: 김영덕 (제3화), 문창현 (제3화), 신창승 (제3화), 신하정 (제4화), 이준의 (제4화), 김신영 (제4화), 이용주 (제4화), 김준복 (제6화), 차병규 (제6화), 김선진 (제6화), 이영미 (제6화), 서상범 (제8화), 최병수 (제8화), 김인철 (제8화), 전병준 (제8화), 신영찬 (제10화), 최영필 (제10화), 문미숙 (제10화), 임영배 (제12화), 나길만 (제12화), 고현주 (제12화), 김정숙 (제12화)
- 원화작감: 함혜순 (제3～4화), 이희경 (제3～4화), 박혜숙 (제6화, 제10화), 박정현 (제8화), 김지영 (제12화)
- 동화: 김병길 (제3～4화), 추교선 (제3～4화), 양은정 (제3화), 김소화 (제3화), 노규남 (제3화), 김진주 (제4화), 홍준선 (제4화), 조해영 (제4화), 황종현 (제6화), 전혜란 (제6화), 장영란 (제6화), 김선겸 (제6화), 배영미 (제6화), 김광욱 (제8화), 홍경천 (제8화), 박태완 (제8화), 박선미 (제8화), 최미연 (제8화), 김정현 (제10화), 이명학 (제10화), 이호성 (제10화), 이은히 (제10화), 홍청룡 (제10화), 최선미 (제12화), 이소연 (제12화), 박광식 (제12화), 한기수 (제12화), 양희만 (제12화)
- 검사: 주홍대 (제3화), 이세정 (제3화), 김덕정 (제4화), 유혜정 (제4화), 임영부 (제6화), 박진수 (제6화), 김영우 (제6화), 임영부 (제8화, 제10화), 김춘자 (제8화), 전원경 (제8화), 박진수 (제10화), 김영우 (제10화)
- 복사: 최태명 (제3～4화), 송경하 (제3화), 김순호 (제4화), 오세직 (제6화, 제8화, 제12화), 진석은 (제6화), 박정애 (제8화), 조성남 (제10화, 제12화)
- 선화: 김현남 (제3～4화), 박수경 (제3화), 이원희 (제3화), 이영란 (제4화), 남정랑 (제4화), 임현주 (제6화, 제8화, 제10화, 제12화), 박선애 (제6화), 강은례 (제8화), 서성아 (제12화), 류지선 (제12화)
- 색지정: 서영미 (제3화), 최숙자 (제4화), 심일순 (제6화, 제8화), 이사희 (제6화, 제10화), 김미 (제8화)
- 채색: 신순옥 (제3～4화), 윤경순 (제3～4화), 이영선 (제3화), 송옥희 (제3화), 윤금희 (제4화), 한혜경 (제4화), 김행미 (제4화), 이태정 (제6화, 제8화, 제10화, 제12화), 정위숙 (제6화, 제10화, 제12화), 백선엽 (제6화), 강경숙 (제6화), 정은미 (제8화), 최보경 (제8화), 심연숙 (제10화), 박경애 (제10화), 홍건호 (제12화), 장여선 (제12화)
- 미술효과: 정연관 (제3～4화), 이경용 (제3화), 윤진중 (제4화), 김정기 (제6화, 제8화, 제10화, 제12화), 나여예 (제6화, 제12화), 김태국 (제8화), 박혜영 (제10화)
- 배경: 최보열 (제3화, 제8화), 이종희 (제4화), 유승배 (제6화, 제12화), 박원철 (제6화, 제12화), 박강자 (제6화, 제12화), 곽병선 (제10화), 송구범 (제10화), 박은서 (제10화), 권명선 (제12화), 김숙영 (제12화)
- 촬영: 이재덕 (제3～4화), 윤성민 (제3～4화), 임종수 (제6화, 제8화, 제10화, 제12화), 유승덕 (제6화), 이성우 (제8화, 제12화), 박병수 (제10화, 제12화), 최기영 (제10화, 제12화), 김성호 (제10화)
- 편집 (제3～4화) → 필름편집 (제6화, 제8화, 제10화): 임병석, 임동제
- 진행 (제3～4화) → 제작진행 (제6화, 제8화, 제10화): 강희태 (제3～4화, 제6화, 제8화, 제10화, 제12화), 위용현 (제3～4화), 곽미옥 (제6화), 정창호 (제8화), 이승철 (제10화), 이승기 (제12화)
- 견우직녀노래: 윤동섭, 박인애 (제4화)

- VTR편집 (제1~2화, 제6화, 제8화, 제10화, 제12화) → VTR 편집 (제3～5화, 제7화, 제9화, 제11화, 제13화): 장석주 (제1화, 제3화, 제6~13화), 서송훈 (제1화, 제3화, 제6~13화), 이종연 (제2화, 제4～5화), 노영철 (제11~13화)
- CG: 도경란
- 제작: KBS (제1~3화)

### 2기
오프닝 크레딧
- 기획: 정승배
- 애니메이션제작: 세영동화(주), 동우동화 (언급되지 않음)
- 텔레시네: 김원호, 정현수
- 그래픽디자인: 이영범
- 주제가작사: 최진박
- 작곡: 임정호
- 노래: 조갑경, 장재남
- 음향효과: 최경상, 장기원, 이경신, 정정일
- 특수음향효과: 심애란
- 음악: 왕준기, 이남홍
- 녹음: 표신수 (제19~26화), 박지원, 전종일
- 연출: 민영문
- 제작/KBS · 세영동화(주)
- 제공: 두산그룹, 영실업, 롯데그룹, 시엠시아이, 대원미디어, 이마이크로, 육영재단, 오리온, 엠에이아이

엔딩 크레딧
- 애니메이션제작: 세영동화(주) (제14~20화, 제22~24화), 동우동화 (언급되지 않음)
- 구성: 김대중 (제14화, 제17화), 김주인 (제15~16화, 제19~20화, 제25화)
- 콘티: 김주인 (제22화, 제24화), 김동호 (제26화)
- 원화감독: 하성출 (제17화), 최병남 (제18화), 정한용 (제22화), 정세권 (제23화)
- 원화: 김동택 (제14화, 제23화), 김은규 (제14화, 제23화), 김준의 (제14화, 제23화), 한헌명 (제14화, 제23화), 김은병 (제15화), 이명섭 (제15화), 차용성 (제15화, 제19화, 제24화), 안백희 (제15화, 제19화, 제24화), 정진우 (제16화, 제18화, 제22화), 오동환 (제16화, 제18화, 제22화), 김명진 (제16화, 제22화), 이동기 (제17화, 제19화), 곽노수 (제17화), 조성옥 (제17화), 서문진 (제18화, 제22화), 이성진 (제18화, 제22화), 김성섭 (제18화, 제22화), 유경상 (제18화), 이대용 (제18화), 이성찬 (제20화), 배창기 (제20화, 제25화), 백진수 (제20화, 제25화), 김광호 (제20화, 제25화), 임성민 (제21화), 김완수 (제24화), 주훙수 (제24화), 하성출 (제25화), 김동명 (제26화), 강신길 (제26화), 최재명 (제26화), 이성균 (제26화), 정창일 (제26화)
- 원화작감: 최운기 (제14화, 제23화), 고종환 (제15화), 서문진 (제16화), 이종남 (제17화), 정한용 (제18화), 강성호 (제19화), 이문수 (제20화, 제25화), 허화성 (제21화), 최병남 (제22화), 김효태 (제24화)
- 작화연출: 남세환 (제14화, 제19화, 제24화), 오세욱 (제15화, 제17화, 제23화), 박순신 (제16화, 제18화, 제22화), 문치민 (제20화), 박병근 (제20화), 이경만 (제25화), 박성태 (제25화)
- 동화: 김경희 (제14화, 제23화), 김경옥 (제14화), 유문종 (제14화, 제23화), 김왕엽 (제15화, 제23화), 정호원 (제15화, 제24화), 이진희 (제15화, 제24화), 조연주 (제16화), 이경희 (제16화), 손태리 (제16화), 김정연 (제16화), 서미선 (제16화), 한선아 (제17화), 정현미 (제17화), 김정곤 (제17화), 최현주 (제18화), 이은미 (제18화), 김중현 (제18화), 이충식 (제18화), 정진찬 (제18화), 최수경 (제18화), 김은아 (제18화), 김선화 (제18화), 권영곤 (제19화, 제24화), 장성남 (제19화, 제24화), 유경식 (제19화), 고명희 (제19화), 박종휘 (제20화), 서유경 (제20화), 김온정 (제20화), 김정희 (제21화), 황상임 (제21화), 최부경 (제21화), 황선진 (제21화), 한성자 (제21화), 송정화 (제21화), 곽명아 (제21화), 이수미 (제21화), 곽기숙 (제21화), 강미경 (제21화), 김성미 (제21화), 나숙자 (제21화), 주옥윤 (제22화), 심정순 (제22화), 강우경 (제22화), 김한준 (제22화), 이영관 (제22화), 조규혜 (제22화), 임동경 (제22화), 윤미옥 (제25화), 강양중 (제25화), 노정현 (제25화), 이영실 (제26화), 윤현정 (제26화), 김종임 (제26화), 황선진 (제26화), 김정희 (제26화), 김양희 (제26화)
- 검사: 임은빈 (제21화), 박미영 (제26화)
- 복사: 김병기 (제21화, 제26화)
- 선화: 노성금 (제14화, 제23~24화), 노경희 (제14화, 제20화, 제23~24화), 유보은 (제15화, 제24화), 최옥선 (제16화, 제18화, 제22~23화), 현주숙 (제16화, 제18화), 이은경 (제16화), 유수정 (제17화), 오지연 (제17화). 앙수자 (제18화, 제22화), 강원희 (제19화), 탁선옥 (제19화), 김진연 (제20화), 김현선 (제20화), 황순하 (제22화), 홍진숙 (제22화), 허난희 (제25화), 이수진 (제25화), 이성희 (제25화), 김명순 (제26화)
- 채색: 성기원 (제14화, 제20화, 제24화), 오진 (제14화), 서희수 (제14화), 앙수자 (제15화, 제24화), 원상은 (제15화), 홍진숙 (제16화), 김분숙 (제16화), 김숙경 (제16화), 명노자 (제16화), 김희정 (제16화), 김리진 (제17화), 김정옥 (제17화), 윤선자 (제17화), 김진현 (제17화), 조정현 (제17화), 임유경 (제18화, 제24화), 김은정 (제18화), 박현희 (제18화), 김은주 (제18화), 정의향 (제18화), 이미희 (제19화), 이성희 (제19화), 백은실 (제19화), 정문선 (제19화), 조해인 (제19화), 한기선 (제20화, 제23화), 이선아 (제20화, 제23화), 전선옥 (제20화, 제23화), 이정혜 (제21화), 이순이 (제21화), 양경희 (제21화), 조춘미 (제21화), 김남희 (제21화), 김영희 (제22화), 박경란 (제22화), 이진영 (제22~23화), 안우희 (제22화), 유미숙 (제22~23화), 강원희 (제25화), 김지연 (제25화), 김현선 (제25화), 권명숙 (제26화), 김기원 (제26화), 오현숙 (제26화), 박영희 (제26화)
- 배경: 박재현 (제14화, 제20화), 김영호 (제14화, 제20화, 제25화), 김선우 (제14화, 제20화), 권용남 (제15화, 제23화), 정은숙 (제15화, 제23화), 박중호 (제15화, 제23화), 김학규 (제16화, 제18화, 제22화), 윤태환 (제16화, 제22화), 박재임 (제16화, 제22화), 용남중 (제17화, 제24화), 이정배 (제17화), 이응경 (제17화), 권태환 (제19화), 이동헌 (제19화), 안진섭 (제19화), 심영민 (제20화, 제25화), 장정호 (제21화, 제26화), 이은경 (제24화), 이미순 (제24화), 권정아 (제24화), 박순금 (제25화), 김경희 (제25화), 정갑희 (제26화), 이경선 (제26화), 최혜숙 (제26화)
- 미술효과: 허병식 (제21화, 제26화)
- 최종검사: 최은규 (제14화), 전문환 (제14화, 제23화), 윤석변 (제15화), 윤종윤 (제15화, 제17화), 최순철 (제16화, 제18화, 제22화), 김경호 (제17화, 제24화), 김성훈 (제18화, 제22화), 함균호 (제19화), 김윤수 (제19화), 박성대 (제20화), 윤석번 (제23화), 윤종균 (제24화), 지만철 (제25화), 박수만 (제25화)
- 촬영감독: 최동섭 (제14~20화, 제22~24화)
- 촬영: 이준학 (제14화, 제18화, 제23화), 김동일 (제14화, 제25화), 윤학균 (제14화, 제25화), 전문호 (제15화, 제20화, 제22화), 권오훈 (제15화, 제22화), 이중호 (제15화, 제22화), 김종완 (제16화, 제24화), 권종칠 (제16화, 제24화), 전병규 (제16화, 제18화), 오영복 (제17화, 제25화), 민선근 (제17화, 제20화), 김주남 (제17화), 원오훈 (제18화), 성인제 (제19화, 제23화), 변영철 (제19화, 제23화), 이진원 (제19화), 김주삼 (제20화, 제24화), 정기춘 (제21화, 제26화), 최동섭 (제25화)
- 필름편집: 황호삼 (제14화, 제17화, 제19화, 제22~23화, 제25화), 임문환 (제14~15화), 유지형 (제15~16화, 제18화, 제20화, 제24화), 임병석 (제21화, 제26화)
- 제작진행 (제1~25화) → 진행 (제26화): 최현숙 (제14~15화), 이승익 (제14~15화, 제17화), 임경덕 (제14화, 제16화, 제20화, 제23화), 최신웅 (제15화, 제17화, 제25화), 강종만 (제18화, 제24화), 김영태 (제19화), 임은빈 (제21화), 박재현 (제22화), 김광훈 (제26화)
- 작화감독: 정한용 (제16화), 김동호 (제21화, 제26화)
- VTR 편집 (제14화) → VTR편집 (제15~26화): 이국세 (제14~16화, 제18~26화), 심분녀 (제17화)
- C.G (제14화) → C/G (제15~26화): 황미영
- 제작: KBS (제1화)

## 방영 이야기
| 회차 | 부제 (서브 타이틀)       | 애니메이션 제작사 | 방송일          |
| 1기  |                          |                   |                 |
| 1화  | 귀중한 지게              | 세영동화          | 1991년 4월 5일  |
| 2화  | 도둑의 눈물              | 세영동화          | 1991년 4월 12일 |
| 3화  | 푸른구슬                 | 한호흥업          | 1991년 4월 19일 |
| 4화  | 견우직녀                 | 한호흥업          | 1991년 4월 26일 |
| 5화  | 황금알을 낳는 닭         | 세영동화          | 1991년 5월 3일  |
| 6화  | 파란 부채, 하얀 부채     | 한호흥업          | 1991년 5월 10일 |
| 7화  | 원님과 항아리            | 세영동화          | 1991년 5월 17일 |
| 8화  | 자기를 도둑맞은 사람     | 한호흥업          | 1991년 5월 24일 |
| 9화  | 가재가 된 징거미         | 세영동화          | 1991년 5월 31일 |
| 10화 | 소가 된 잠꾸러기         | 한호흥업          | 1991년 6월 7일  |
| 11화 | 은혜갚은 까치            | 세영동화          | 1991년 6월 14일 |
| 12화 | 거울                     | 한호흥업          | 1991년 6월 21일 |
| 13화 | 나무꾼과 선녀 (최종회)   | 세영동화          | 1991년 6월 28일 |
| 2기  |                          |                   |                 |
| 14화 | 훈장님의 거짓말          | 세영동화          | 1992년 4월 17일 |
| 15화 | 하얀 풀잎                | 세영동화          | 1992년 4월 24일 |
| 16화 | 이상한 돌절구            | 세영동화          | 1992년 5월 1일  |
| 17화 | 돌을 삶는 두 노인        | 세영동화          | 1992년 5월 8일  |
| 18화 | 울산 바위                | 세영동화          | 1992년 5월 15일 |
| 19화 | 곶감과 호랑이            | 세영동화          | 1992년 5월 22일 |
| 20화 | 천생연분                 | 세영동화          | 1992년 5월 29일 |
| 21화 | 별아기                   | 동우동화          | 1992년 6월 5일  |
| 22화 | 수다쟁이와 주먹밥 나무   | 세영동화          | 1992년 6월 12일 |
| 23화 | 산돼지와 머슴            | 세영동화          | 1992년 6월 19일 |
| 24화 | 거짓말에 속은 거짓말쟁이 | 세영동화          | 1992년 6월 26일 |
| 25화 | 참된 우정                | 동우동화          | 1992년 7월 3일  |
| 26화 | 산부새와 섯하니 (최종회) | 동우동화          | 1992년 7월 10일 |

## 주제곡
- 여는곡 : 은비까비의 옛날옛적에 주제가
 주제가 작사 : 《최진박》, 작곡 : 《임정호》, 노래 : 《조갑경, 장재남》

## 같이 보기
- 배추도사 무도사의 옛날 옛적에